# استل جانسون
استل جانسون (انگلیسی: Estelle Johnson؛ زادهٔ ۲۱ ژوئیهٔ ۱۹۸۸) بازیکن فوتبال اهل ایالات متحده آمریکا است.
از باشگاه‌هایی که در آن بازی کرده‌است می‌توان به اسکای بلو اف‌سی، وسترن نیویورک فلش، باشگاه فوتبال فیلادلفیا ایندپندنس، واشینگتن اسپیریت، و باشگاه فوتبال سیدنی اشاره کرد.
وی همچنین در تیم ملی فوتبال زنان کامرون بازی کرده‌است.